# Florvil Hyppolite
Louis Mondestin Florvil Hyppolite (Cabo Haitiano, 26 de mayo de 1828 – Puerto Príncipe, 31 de marzo de 1896) fue un militar y político que se desempeñó durante siete años como presidente de Haití.

## Biografía
Su padre, Jacques Sylvain Gelin Hyppolite, fue ministro de guerra en el gabinete de Philippe Guerrier y en 1845 miembro del Consejo de Secretarios de Estado. 
Florvil Hyppolite escogió la carrera militar y llegó hasta el grado de general. Más tarde comenzó además una carrera política. El 3 de octubre de 1879, tras el derrocamiento del gobierno de José Lamothe, hizo parte del nuevo gobierno provisional. Hyppolite fue nombrado el 25 de octubre de 1879 como Ministro de Hacienda, Comercio y Asuntos Exteriores del general Lysius Salomon. En 1888 fue nombrado Ministro de Agricultura del gobierno provisional.

### Presidente
Tras la modificación de la Constitución por la Asamblea Nacional Constituyente el 24 de septiembre de 1889, en Gonaïves, bajo el gobierno provisional de Monpoint Jeune que siguió a la presidencia de François Denys Légitime, Hyppolite fue elegido presidente para un período de siete años. El 17 de octubre, hizo el juramento de su cargo.
Como presidente, Hyppolite dedicó su atención a las obras públicas, después de la reorganización del ministerio del ramo. Fueron modernizados los puertos, construidos mercados, canales de agua y conexiones de telégrafo entre las principales ciudades, así como por primera vez líneas de teléfono. 
Decretó una amnistía general para los presos políticos y exiliados haitianos. En comparación con varios gobiernos, durante su mandato hubo alguna forma de democracia. En particular, no había censura de prensa, y los senadores y representantes pudieron ejercer sus mandatos sin intimidación ni interferencia. En 1895 firmó un tratado de límites con República Dominicana. Sin embargo, su gobierno no estuvo libre de problemas pues tuvo que enfrentar desde su posesión la crisis con Estados Unidos por el deseo de ese país de establecer una base de su armada en la Môle de San Nicolás; en mayo de 1891 se produjo un intento de golpe de Estado que fue sangrientamente reprimido y en 1895 el gobierno ordenó detenciones para contener la rebelión del comandante militar del norte de Haití.
Hyppolite falleció de un infarto cardíaco poco antes de terminar su período presidencial, pasando a tomar el poder Tirésias Simon-Sam.

### La crisis de la Môle de San Nicolás
Los Estados Unidos buscaban de un lugar adecuado para una base naval en el Caribe. Si bien era un viejo proyecto, se trataba en ese momento de asegurar el control del canal interoceánico, el que sería el Canal de Panamá y Haití fue considerado como un lugar atractivo para una base naval. El lugar escogido era la Môle San Nicolás, una posición elevada, que consiste en una península de piedra caliza de cerca de 5,5 km de largo, en el extremo noreste de Haití. En el siglo XIX era considerado como puerto inexpugnable. Estados Unidos contaba con las buenas relaciones que mantenía con el gobierno de Hyppolite.
El presidente de Estados Unidos Benjamin Harrison designó al contralmirante Bancroft Gherardi como negociador bajo la asesoría del Secretario de Estado, James G. Blaine. Ante el rechazo gubernamental y popular de su propuesta, Harrison envió una flota naval con más de 100 cañones y 2.000 tripulantes. Desde su buque insignia, el USS Philadelphia, el contralmirante Gherardi hizo su demanda al gobierno haitiano. En vez de la intimidación prevista, la flota de guerra causó una protesta nacional e hizo que Hyppolite mitigar su simpatía por Estados Unidos. Firmin, Ministro de Relaciones Exteriores insistió en la observancia de la Constitución, que prohíbe la venta del territorio y el embajador de Estados Unidos, Frederick Douglass, un sincero amigo de Haití y de Hyppolite, pidió disculpas por la mala conducta del almirante Gherardi, dimitió del cargo. y luego defendió públicamente en su país el punto de vista haitiano.